# Roger Bismuth
Pour les articles homonymes, voir Bismuth (homonymie).
Roger Bismuth, de son nom complet Joseph Roger Bismuth, né le 4 novembre 1926 à La Goulette et mort le 1er octobre 2019, est un homme d'affaires et homme politique tunisien.

## Biographie

### Homme d'affaires
Président de la Comité des Juifs de Tunisie, originaire de La Goulette, et membre de l'Association arabe des chefs d'entreprises, Roger Bismuth est cofondateur de la Chambre de commerce tuniso-américaine (TAAC - AmCham) et membre du bureau exécutif de l'Union tunisienne de l'industrie, du commerce et de l'artisanat (UTICA).
Il commence sa carrière professionnelle en 1940 comme travailleur dans le secteur de la construction,.
Il est le patron de son propre groupe de sociétés, à savoir le groupe Bismuth, un groupe familial d'entreprises basé à Tunis et intervenant dans des secteurs d'activités aussi divers que la distribution de marchandises, la production chimique et l'industrie des équipements électriques. Il distribue ainsi de grandes marques notamment Gillette, Oral-B, Duracell, Bayer, L'Oréal, Garnier, Vichy, Leica, Chupa Chups, etc.
Il commence son Laboratoire industriel de produits de parfumerie (LIPP), installé dans un petit local au centre-ville de Tunis, qui déménage à la Charguia, sur la route de l'aéroport de Tunis-Carthage.

### Homme politique
Vice-président de l'UTICA, il est élu comme représentant de son organisation à la Chambre des conseillers (chambre haute du Parlement tunisien) le 3 juillet 2005. Devenant le seul parlementaire juif vivant dans le monde arabe, il déclare à l'Associated Press : 
«  Je suis très ému et fier d'avoir été élu dans cette institution parlementaire, une illustration de la politique d'ouverture et de tolérance qui caractérise la Tunisie. »

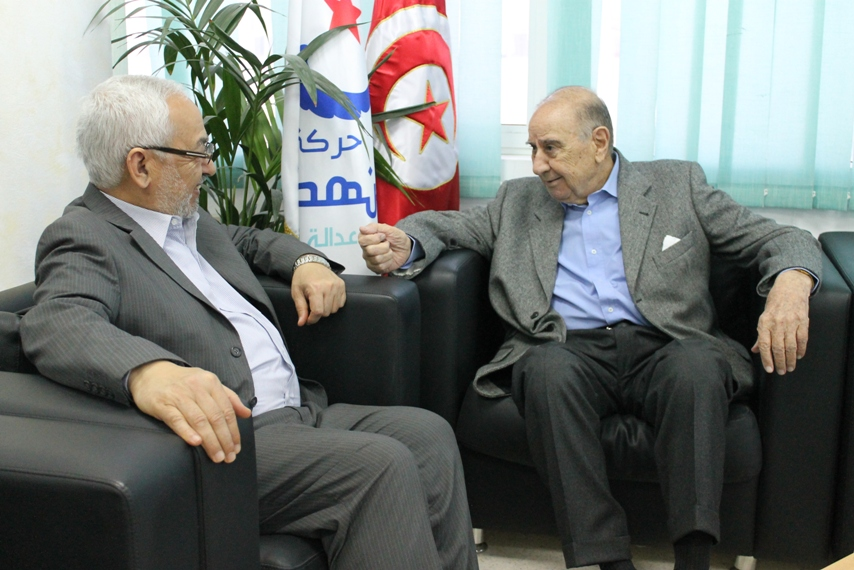
Rached Ghannouchi, président du mouvement Ennahda, rencontrant Roger Bismuth, représentant de la communauté juive de Tunisie, au siège central du mouvement (2012).

Il mentionne notamment les félicitations reçues du président de l'American Jewish Committee, Robert Goodkind, pour qui « le fait de porter un juif à un poste parlementaire dans un pays arabe et musulman constitue une marque distinctive de la position qu'occupe la Tunisie dans le monde arabe ». Quant au président du Congrès juif européen, Pierre Besnainou, il y relève « un pas positif sur la voie du renforcement de la démocratisation du pays et des relations entre juifs et musulmans ». Roger Bismuth est membre du Conseil international des parlementaires juifs, plate-forme fondée en 2002 pour coopérer sur des thèmes comme l'antisémitisme, les relations inter-religieuses et les réformes sociales.
En avril 2000, il assiste aux funérailles nationales d'Habib Bourguiba à Monastir. Afin d'apaiser certaines tensions surgissant, il entretient des relations avec Zine el-Abidine Ben Ali, avec le chef d'Ennahdha, Rached Ghannouchi, le président Béji Caïd Essebsi ou Hamadi Jebali,. 
Le 29 mars 2012, il porte plainte contre des individus qui ont appelé à Tunis au meurtre des juifs, affirmant « qu'il n'est plus optimiste et qu'il n'a pas de vision claire, pour le moment, de l'avenir de son pays »,.

### Fin de vie
Roger Bismuth meurt le 1er octobre 2019.

### Vie privée
Roger Bismuth est le père de six enfants : trois (Jacqueline, Michelle et Philippe) sont issus de son premier mariage avec Yvette, les trois autres enfants (Stephen, Jean et Peter) de son second mariage contracté le 8 avril 1965 avec Aase, une ressortissante danoise.